# ان نجیل
ان نجیل یک منطقهٔ مسکونی در یمن است که در استان حضرموت واقع شده‌است.